# José Martins Júnior
José Martins Júnior (Machico, Ilha da Madeira, 16 de novembro de 1938 – 12 de junho de 2025) foi um padre e político madeirense, autor do blog Senso & Consenso.

## Primeiros anos
Nascido em Machico no dia 16 de novembro de 1938 é ordenado padre a 15 de Agosto de 1962, celebrando a sua primeira missa a 15 de Agosto de 1962, na igreja Matriz de Machico, freguesia de Machico. A 22 de Junho de 1969 é nomeado pároco da Ribeira Seca
A sua vida profissional fica ainda marcada pela sua actividade enquanto professor em diversas escolas madeirenses bem como pelas suas funções de capelão durante dois anos na guerra do Ultramar.

## Vida política e religiosa

### Conflitos religiosos
A sua intensa actividade política no período pós 25 de Abril, que muitas vezes se confunde e imiscui nas suas obrigações religiosas, granjeia-lhe um apoio incondicionado por parte de grande parte dos seus paroquianos que vêm nele a voz de uma vontade muitas vezes ignorada, silenciada e amordaçada.
A sua atitude política, energética e reivindicativa, com cunho marcadamente esquerdista irá colocá-lo em rota de colisão com as ideias ultraconservadoras defendidas pelas estruturas eclesiásticas e personificadas no discurso do então bispo da diocese do Funchal, D. Francisco Antunes Santana.
O clima de crispação entre o Padre Martins Júnior e as estruturas religiosas da altura atinge uma tal magnitude que D. Francisco Antunes Santana tenta, a 5 de Novembro de 1974, auxiliado por elementos das forças policiais, expulsá-lo da paróquia da Ribeira Seca. Contudo a população, fiel ao seu pároco e às ideias que ele defende, luta de forma determinada e inquebrantável durante mais de duas semanas para mantê-lo à frente dos destinos da paróquia. Durante esse período foram recorrentes os protestos, as vigílias diurnas e nocturnas, a agitação e o recurso à violência, quando necessária para defender a sua posição.
Chegou mesmo a organizar-se uma manifestação junto ao Paço Episcopal do Funchal que culmina com a detonação de um engenho explosivo, tornando-se assim “estrondosamente” evidente o grau de apoio ao Padre Martins Júnior por parte dos seus paroquianos.
Continua, contudo, como pároco da igreja da Ribeira Seca apesar de ver o seu múnus sacerdotal suspenso a 27 de Julho de 1977, por ordem de D. Francisco Antunes Santana, que caracterizou a sua actividade política como sendo contrária às orientações católicas.
Este castigo é reconfirmado em Fevereiro de 1985 pelo bispo que lhe sucede, D. Teodoro de Faria. A suspensão “a divinis” impedia o sacerdote de realizar certas funções sacerdotais, entre as quais celebrar missas e ministrar os sacramentos. Na prática esta acção não teve qualquer resultado pois o Padre Martins Júnior continuou, com o apoio inamovível de grande parte dos seus paroquianos, a celebrar a eucaristia e a ministrar os sacramentos. A 27 de Fevereiro de 1985, 40 polícias ocuparam a igreja da Ribeira Seca, por ordem de D. Teodoro Faria de Alberto João Jardim, ocupando a igreja e a casa paroquial durante 18 dias e 18 noites. O Padre Martins Júnior celebrava missa nos campos para as centenas e centenas de fieis da sua paróquia, sendo esse um sinal claro de apoio ao seu pároco
Esta situação culmina, em 1991, com a instalação de um processo crime, por parte do Ministério Público, por “abuso de designação, sinal ou uniforme”, de acordo com o artigo XV da Concordata de 1940.
A 29 de Outubro de 2001 é novamente acusado pelo então Procurador da República Orlando Ventura do crime de “abuso de designação, sinal ou uniforme” de acordo com a Concordata de 1940 entre a Santa Sé e a República Portuguesa.
Esta acusação surge após pressões de diversos quadrantes do espectro político e religioso da sociedade madeirense. Esta situação chegou mesmo a ser assunto de debate, por diversas vezes, na Assembleia Legislativa Regional. O Ministério Público apresenta 4 testemunhas de acusação: o pároco de Machico (António Joaquim Figueira Pestana Martinho) entretanto falecido; dois agentes funerários (José Luís Olival e José Rui Alves Olival); e um diácono (José António Melvill Araújo) também já falecido. O advogado de defesa do Padre Martins Júnior, João Loff Barreto,  arrola como testemunhas, entre outras, o actual bispo do Funchal (D. António Carrilho), o ex-bispo do Funchal (D. Teodoro de Faria), o actual presidente do Governo Regional da Madeira (Alberto João Jardim) e o Padre Mário Tavares (pároco, também conhecido pela sua intensa actividade política e social).
Após terminar o seu último mandato como deputado da Assembleia Legislativa da Madeira, em 2007,  perde a imunidade parlamentar e vê o seu julgamento agendado para Julho de 2008. Levantam-se  diversas dúvidas sobre a validade da acusação pois o artigo que considerava o crime de que é acusado deixou de existir aquando da revisão da Concordata de 1940. O julgamento é suspenso e o Padre Martins Júnior abandona o Tribunal da Comarca de Santa Cruz um homem livre.
Após o abandono do cargo de Bispo do Funchal por parte de D. Teodoro de Faria o seu lugar é assumido por D. António Carrilho em Outubro de 2007. Esta mudança na hierarquia religiosa regional vai permitir uma maior aproximação entre o Padre Martins Júnior e as actuais estruturas religiosas. D. António Carrilho manifesta vontade de reintegrá-lo, admitindo mesmo a possibilidade de considerar válidos os sacramentos por ele ministrados durante os últimos 30 anos.
A 16 de Junho de 2019 o recém empossado Bispo do Funchal, D. Nuno Brás, levanta a suspensão "a divinis" que perdurava há 42 anos. Tal acontecimento, foi recebido com enorme júbilo por toda a população da Madeira, em especial da Ribeira Seca. Em 14 de Julho o Bispo D. Nuno Brás visitou a comunidade da Ribeira Seca, confirmando assim a comunhão entre aquela comunidade e a sua Diocese, ao contrário dos seus antecessores.

### Vida política
Mas o impacto da sua actuação social não se restringe ao campo religioso. Também no campo político a sua acção é intensa. No período pós 25 de Abril esteve na génese da criação de diversos organismos de cariz intervencionista, popular e populista, tais como: o “Centro de Informação Popular”, a “União das Bordadeiras”, a “Cooperativa Povo Unido”, e várias outras comissões que se propunham a resolver os problemas que afligiam a população da sua paróquia e do seu concelho.
Muitas das reivindicações da  época relacionavam-se com o contrato de colonia, considerado injusto por grande parte da população. De acordo com este sistema quando o proprietário (ou “senhorio”) de um terreno não podia, ou não estava interessado, em cultivá-lo permitia a um parceiro agrícola (ou “colono”) cultivar a terra. Este era obrigado a entregar ao proprietário metade das produções apesar de acarretar com todos os custos inerentes ao processo de cultivo. A repartição dos rendimentos entre “senhorio” e “colono” fazia-se, muitas vezes, em proporções tais que não permitia a sobrevivência da família do colono.
O clima de pressão sobre as entidades autárquicas da altura foi tal que o então presidente provisório da Câmara Dr. José Alexandre Teixeira se viu obrigado a solicitar a sua demissão ao governador General Carlos de Azeredo. Este, embora descontente com o encrespado clima social, aceita o pedido de demissão e nomeia, em Fevereiro de 1975 José Martins Júnior para ocupar o lugar, entretanto deixado vago.
Apesar desta nomeação a situação política e social de Machico continuou bastante tensa sendo evidente uma fragmentação social que opunha, claramente, dois grupos de interesses: por uma lado os caseiros, apoiados por elementos conotados com ideais políticos de esquerda; por outro os senhorios, apoiados por defensores de uma ideologia mais à direita no espectro  político conjuntamente com membros da FLAMA (Frente de Libertação do Arquipélago da Madeira).
Foi neste contexto de “ebulição” social que ocorreu um dos episódios mais negros, como o próprio assim o assume, da vida política do Padre Martins Júnior. Em 24 de julho de 1978, o Tribunal Judicial de Santa Cruz condenou-o a um mês de prisão com pena suspensa porque, em Setembro de 1975, supostamente, sob a sua alçada e com o seu apoio, é constituído um “Tribunal Popular” com o propósito de julgar seis menores (bem como o pai de dois deles) acusados de perturbarem a ordem pública e cometerem actos de delinquência, por estarem a pintar slogans de índole separatista. Os jovens eram suspeitos de pertencerem à FLAMA e de possuírem informações sobre a actividade desta organização em Machico. A situação atinge uma tal gravidade que o governador Carlos de Azeredo é obrigado a enviar uma coluna militar para resgatar os menores numa altura em que já se temia um linchamento popular. Tais factos nunca foram verdadeiramente provados, sendo que era vontade do General Carlos de Azeredo que os menores fossem presos, coisa que o Padre Martins impediu tendo enviado os jovens para a unidade hoteleira onde estavam hospedados, estando ainda por explicar uma suposta avaria no carro da PSP que iria transportar os menores para a Junta Geral, bem como pela rapidez com que a coluna militar chegou a Machico vinda do Funchal após a avaria. No seguimento destes acontecimentos o General Carlos de Azeredo demite Martins Júnior da presidência da Comissão Administrativa da Câmara Municipal de Machico. 
Em 1989 candidata-se, nas eleições autárquicas,  à Câmara Municipal de Machico como cabeça de lista da UDP (União Democrática Popular), tendo este partido ganho as eleições no concelho de Machico com 49,68% dos votos contra 43,44% do PSD (Partido Social Democrata). José Martins Júnior era eleito, desta vez através de sufrágio universal, presidente da Câmara Municipal de Machico.
É reeleito a 12 de Dezembro de 1993, desta vez encabeçando uma lista do PS (Partido Socialista), com 47,44% dos votos contra 42,25% do PSD.
Durante 8 anos, dois mandatos autárquicos, a Câmara Municipal de Machico e a Câmara Municipal do Porto Santo são as únicas duas autarquias do Arquipélago da Madeira que não se encontram sob o domínio político do PSD. Após as eleições autárquicas de 1997, das onze câmaras municipais da Madeira, apenas uma, a de Machico (presidida por Lino Bernardo Calaça Martins, escapa à esfera do domínio político do PSD.
Candidatou-se, e foi eleito, por sete vezes ao cargo de deputado nas eleições para a Assembleia Legislativa Regional da Região Autónoma da Madeira. Entre 1976 e 1988 foi eleito deputado da Assembleia Regional da Madeira por 4 vezes (1976, 1980, 1984, 1988) pelas  listas da UDP, pelo círculo eleitoral de Machico. Entre 1996 e 2004 foi novamente eleito por 3 vezes (1996, 2000 e 2004), desta vez integrando as listas do PS, pelo círculo eleitoral de Machico.
Recebeu, em 1995, das mãos do Presidente da República, Dr. Mário Soares, as insígnias de Comendador, no Dia de Portugal.

### Últimos anos de vida e morte
Nos seus últimos anos, Padre Martins manteve-se intelectualmente ativo, trabalhando no seu doutoramento. Uma das suas últimas participações públicas foi num evento do Jornal da Madeira, a 27 de maio de 2025, onde participou como cidadão nas Jornadas Madeira.
Este veio a falecer, de forma inesperada, em 12 de junho de 2025, na sua casa, em Machico, apanhando familiares e amigos de surpresa.

## Actividades culturais
O seu gosto pelas actividades culturais é bem conhecido tendo assumido um papel activo na elaboração de diversas publicações sobre a história de Machico.
Foi ainda um dos principais responsáveis pela fundação do Grupo de Folclore do Porto Santo , entre outros. Colaborou activamente com o Grupo de Folclore de Machico sendo responsável por alguns dos temas que ainda hoje são interpretados por este grupo.
O seu gosto pelas actividades de cariz cultural é ainda hoje bem visível através das diversas iniciativas desenvolvidas pela sua paróquia como, por exemplo, a edição em 2004 de um álbum (intitulado: “Machico, Terra de Abril”) cujas letras foram escritas por populares e musicadas por ele. Em 2008 é lançado novo álbum “Viva a Vida!” composto por canções cantadas na igreja da Ribeira Seca. Em 2012 lançou o CD "Terra da Minha Saudade", e em 2014 "A Igreja é do Povo o Povo é de Deus".
Foi também fundador da Tuna de Câmara de Machico e do Grupo "Cantares da Ribeira" que leva em palco a representação dos CD's publicados.
No dia 25 de Junho de 2022 a Câmara Municipal de Machico levou a cabo o "1º Encontro de Bandolins de Machico", tendo decidido nesse mesmo dia homenagear o Padre Martins Junior atribuindo assim o seu nome aquele certame nas edições futuras.

## Reforma pensionária
A 1 de Agosto de 2007 passa a constar da lista de aposentados da Caixa Geral de Aposentações, aos 69 anos de idade, auferindo de uma pensão de 3186,54 euros.
Justifica a solicitação tardia do seu estatuto de aposentado com a recusa em acumular o vencimento de deputado regional com o vencimento de pensionista, situação essa que considera recorrente e vergonhosa entre os políticos portugueses. Chega ao ponto de afirmar que recusa “imitar Alberto João Jardim”.
Chega assim ao fim a carreira política daquele que é considerado desde o 25 de Abril, o principal “inimigo” político de Alberto João Jardim.

Quanto à sua actividade religiosa, essa continua fervorosamente activa alicerçada na fé dos seus paroquianos. Os de sempre, que o acompanharam numa luta que durou quarenta anos, bem como os das gerações mais novas que continuam a experienciar a vida religiosa da paróquia, atraídos pela dinâmica e carisma do seu pároco.